# Skiniás (Héraklion)
Skiniás, en grec moderne : Σκινιάς est un village du dème de Minóa Pediáda, en Crète, en Grèce. Selon le recensement de 2001, la population de Skiniás compte 611 habitants. Il est situé à une altitude de 210 m et à 51,4 km de Héraklion.